# كارل فريدريش فون لديبور
كارل فريدريش فون لديبور (1785-1851) (بالإنجليزية: Carl Friedrich von Ledebour)‏ هو عالم نبات سويدي.